# Acanthophyllum andarabicum
Acanthophyllum andarabicum là loài thực vật có hoa thuộc họ Cẩm chướng. Loài này được Podlech ex Schiman-Czeika mô tả khoa học đầu tiên năm 1988.